# Cylisticoides rotundifrons
Cylisticoides rotundifrons är en kräftdjursart som först beskrevs av Helmut Schmalfuss 1986.  Cylisticoides rotundifrons ingår i släktet Cylisticoides, ordningen gråsuggor och tånglöss, klassen storkräftor, fylumet leddjur och riket djur. Inga underarter finns listade i Catalogue of Life.